# Raymond Poincaré
Raymond Poincaré /ʁɛˈmõ pwɛ̃kaˈʁe/ (Bar-le-Duc, 20 agosto 1860 – Parigi, 15 ottobre 1934) è stato un politico francese.
Fu presidente della Repubblica francese durante la prima guerra mondiale e in seguito capo del governo. Era fratello di Lucien Poincaré e cugino di Henri Poincaré, e fu fondatore della Réunion des Musées Nationaux insieme a Georges Leygues.

## Biografia
Nacque a Bar-le-Duc, Lorena, Francia, figlio di Nicolas Antoinin Hélène Poincaré (1825-1911), un affermato funzionario e meteorologo, nonché politecnico, ingegnere ed ispettore generale dei Lavori Pubblici. La madre, Nanine Marie Ficatier (1838-1913), era imparentata col generale napoleonico barone Florentin Ficatier. Educato all'Università di Parigi, Raymond venne chiamato all'ordine degli avvocati e fu per qualche tempo editore del Voltaire. Lavorò per oltre un anno al dipartimento dell'agricoltura, quando nel 1887 venne eletto deputato per la Meuse. Si fece una grande reputazione alla Camera come economista, e sedette alla commissione bilancio del 1890-1891 e 1892. Fu ministro per l'educazione, le belle arti e la religione nel primo gabinetto (aprile-novembre 1893) di Charles Dupuy, e ministro per le finanze nel secondo e nel terzo (maggio 1894- gennaio 1895).
Nel gabinetto di Alexandre Ribot, Poincaré divenne ministro della pubblica istruzione. Anche se venne escluso dal gabinetto radicale che seguì, lo schema revisionato di imposte sulla successione proposto dal nuovo ministro si basava sulle sue proposte dell'anno precedente.

Divenne vicepresidente della Camera nell'autunno del 1895, e nonostante l'aspra ostilità dei Radicali mantenne la sua posizione anche nel 1896 e nel 1897.
Nel 1906 ritornò al ministero delle finanze nel breve governo Sarrien. Nel 1912 divenne Primo Ministro e ministro degli esteri, l'anno dopo succedette ad Armand Fallières come Presidente della Repubblica.
Preoccupato per la sicurezza nazionale, si impegnò a rafforzare la Francia, anche tramite l'alleanza stretta con Regno Unito e Russia (alleanza franco-russa), assistette alle manovre dell'esercito russo e s'intrattenne con lo Zar Nicola II (luglio 1914). Rimase presidente per tutto il corso della prima guerra mondiale. Al termine del conflitto si batté per una dura punizione della Germania e per ottenere garanzie circa la sicurezza della Francia, al punto da considerare il trattato di Versailles troppo indulgente.
Dopo la fine del mandato presidenziale venne nuovamente nominato primo ministro (1922) e come tale, nel 1923, fece occupare la regione della Ruhr dalle truppe francesi, poiché la Germania non era in grado di pagare le pesantissime riparazioni di guerra. Dopo aver ceduto l'incarico nel 1924, Poincaré tornò di nuovo a occupare la posizione di primo ministro nel 1926, durante un periodo di crisi finanziaria, e si ritirò definitivamente dalla scena politica nel 1929.

Mantenne la sua attività di avvocato per tutta la carriera politica e pubblicò diversi saggi di politica e letteratura.
- Presidente della Repubblica: 18 febbraio 1913 - 18 febbraio 1920
- Primo Ministro di Francia: 
  - 14 gennaio 1912 - 21 gennaio 1913
  - 15 gennaio 1922 - 1º giugno 1924
  - 23 luglio 1926 - 26 luglio 1929

Suo fratello, Lucien Poincaré (1862), era un famoso fisico, divenne ispettore generale dell'istruzione pubblica nel 1902 e fu l'autore di La Physique moderne (1906) e L'Electricité (1907). Il geniale matematico e fisico Henri Poincaré (1854) appartiene a un altro ramo della stessa famiglia.